# دار نشر جامعة كاليفورنيا

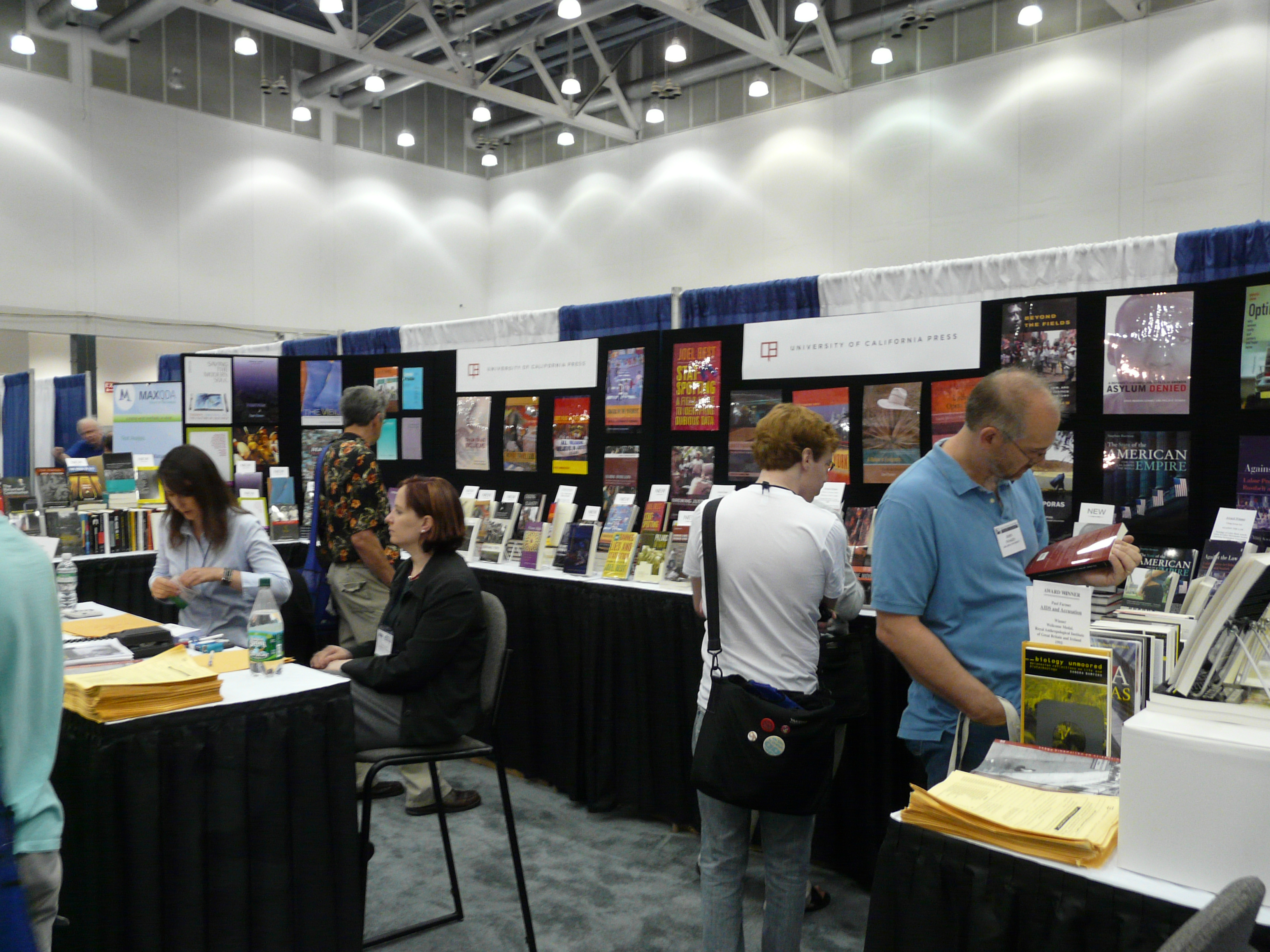
مؤتمر بوث 2008

دار نشر جامعة كاليفورنيا (بالإنجليزية: University of California Press) (تختصر: UC Press)، هي دار نشر تابعة لجامعة كاليفورنيا وتهتم بالنشر الأكاديمي. وقد تأسست في عام 1893، لنشر الكتب والأوراق لهيئة التدريس في جامعة كاليفورنيا، التي أنشئت قبل 25 عاماً أي في عام 1868. ويقع مقرها في أوكلاند (كاليفورنيا).
وتنشر دار نشر جامعة كاليفورنيا مؤلفات في مختلف المجالات العامة التالية: الأنثروبولوجيا، والفن، ما يخص ولاية كاليفورنيا والغرب، والدراسات الكلاسيكية والأفلام والطعام والنبيذ، والقضايا العالمية، والتاريخ، والأدب / الشعر والموسيقى والعلوم الطبيعية والصحة العامة والطب، الدين، وعلم الاجتماع. وتوزع أيضاً العناوين التي نشرتها مكتبة هنتنغتون، ووتيرشيد ميديا، وبرامج النشر داخل منظومة جامعة كاليفورنيا.
كل عام تنشر الدار ما يقرب عن 180 كتاباً جديداً و31 مجلة في العلوم الإنسانية، والعلوم الاجتماعية، والعلوم الطبيعية، كما تعنى كذلك بحوالي 3500 كتاباً في الطباعة.
واختارت دار نشر جامعة كاليفورنيا بصفة رسمية خط جامعة كاليفورنيا أولد ستايل كخط طباعة تجاري لمصمم الخط الطباعي فريدريك جودي من 1936 ل 1938 رغم أنها لم تعد تستعمل دائماً ذلك التصميم.

## وصلات خارجية
- الموقع الرسمي
- California Digital Library (CDL) - University of California Libraries
- Free Online - UC Press E-Books Collection
- Mark Twain Project Online